# Beacon (satelita)

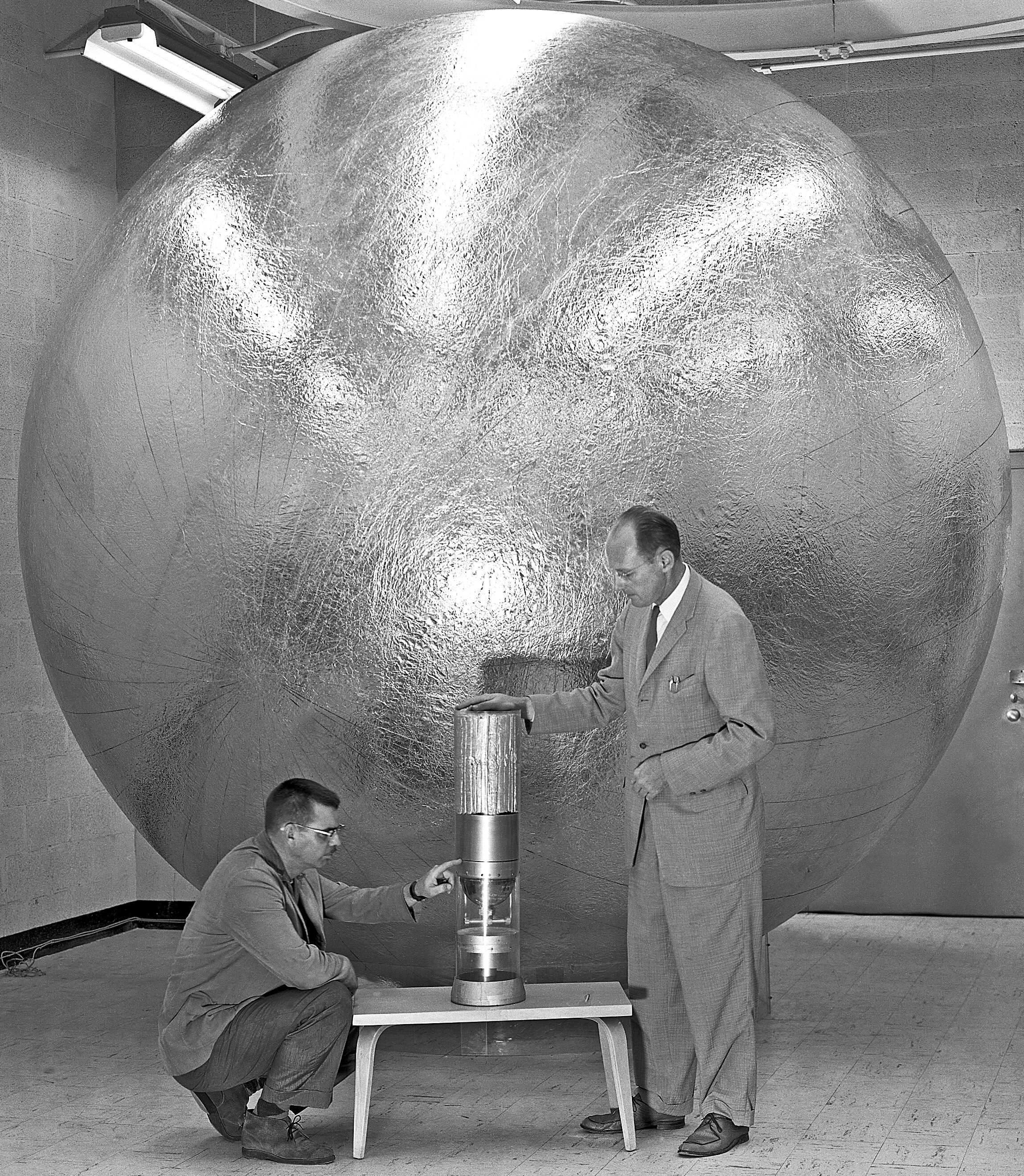
Nadmuchany balon Beacon 1 podczas prac na ziemi.

Beacon – seria amerykańskich satelitów naukowych będących aluminiowymi balonami. Satelity były wystrzeliwane przez Siły Powietrzne Stanów Zjednoczonych na zlecenie agencji NASA. Miały badać gęstość atmosfery na różnych wysokościach. Żaden z nich nie dotarł na orbitę. Balony ważyły 4,7 kg, a po nadmuchaniu osiągały średnicę 3,66 m. W przypadku pomyślnego umieszczenia na orbicie, byłyby najpewniej pierwszymi widzialnymi z Ziemi gołym okiem statkami kosmicznymi. Ich jasność byłaby porównywalna z Gwiazdą Polarną.
Beacon 1 – wystrzelony 23 października 1958 rakietą Jupiter C. Misja nie powiodła się, gdyż górne stopnie, wraz z ładunkiem, odłączyły się przed zakończeniem pracy członu pierwszego. Po 149 sekundach nastąpiło uszkodzenie wewnętrzne spowodowane wstrząsami wywołanymi przez obracający się ładunek.
Indeks COSPAR: 1958-F18

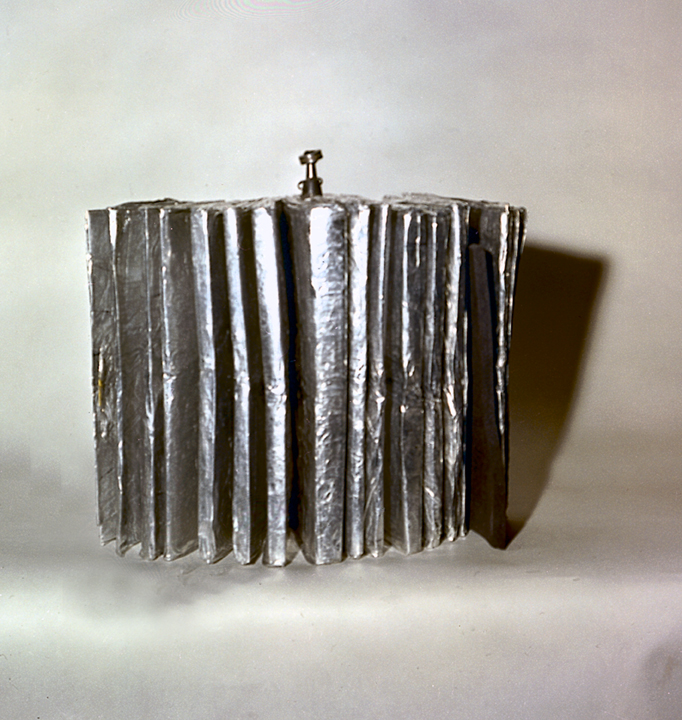
Złożony balon Beacon 1

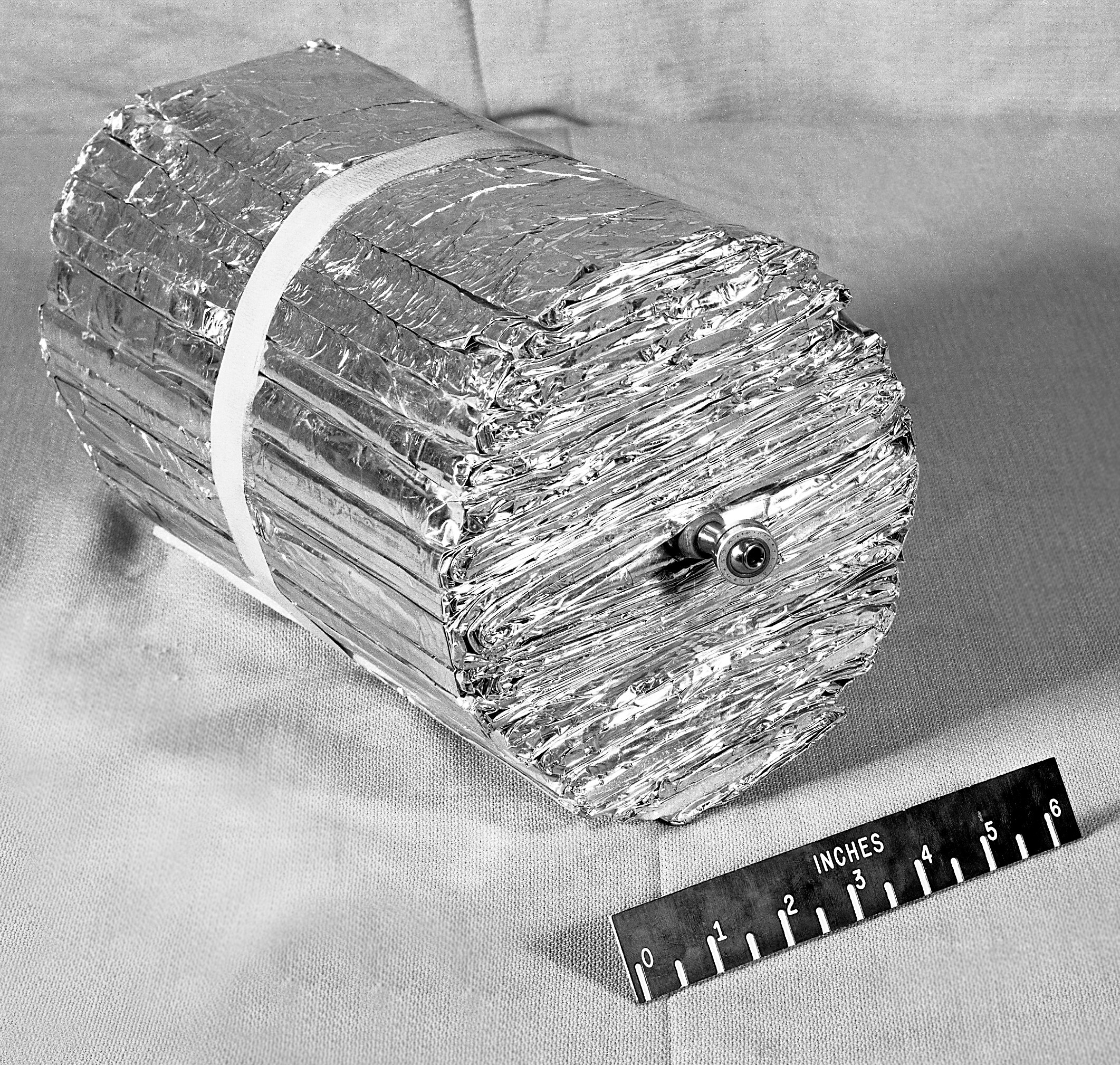
Pusty, złożony i spięty balon Beacon 1

Beacon 2 – wystrzelony 15 sierpnia 1959 rakietą Juno II. Misja nie powiodła się, gdyż pierwszy stopień rakiety nośnej wyłączył się za wcześnie i ładunek nie dotarł na orbitę.
Indeks COSPAR: 1959-F07